# Norunda och Örbyhus häraders valkrets
Norunda och Örbyhus häraders valkrets var vid riksdagsvalen 1872–1905 till andra kammaren en egen valkrets med ett mandat. Valkretsen avskaffades 1908, då Örbyhus härad bildade egen valkrets medan Norunda överfördes till Olands och Norunda häraders valkrets.

## Riksdagsmän
- Per Hübinette, lmp (1873–1881)
- Johan Eric Ericsson, lmp (1882–1887)
- Alfred Kihlberg, nya lmp 1888–1894, lmp 1895–1899 (1888–1899)
- Johan Eric Ericsson, lib s (1900–1908)

## Valresultat

### 1887 (vår)
| Andrakammarvalet i Sverige 1887 (vår): Norunda och Örbyhus häraders valkrets | Andrakammarvalet i Sverige 1887 (vår): Norunda och Örbyhus häraders valkrets | Andrakammarvalet i Sverige 1887 (vår): Norunda och Örbyhus häraders valkrets | Andrakammarvalet i Sverige 1887 (vår): Norunda och Örbyhus häraders valkrets | Andrakammarvalet i Sverige 1887 (vår): Norunda och Örbyhus häraders valkrets | Andrakammarvalet i Sverige 1887 (vår): Norunda och Örbyhus häraders valkrets |
| Parti                                                                        | Parti                                                                        | Kandidat                                                                     | Röster                                                                       | %                                                                            | +/-                                                                          |
| ---------------------------------------------------------------------------- | ---------------------------------------------------------------------------- | ---------------------------------------------------------------------------- | ---------------------------------------------------------------------------- | ---------------------------------------------------------------------------- | ---------------------------------------------------------------------------- |
|                                                                              | Lantmannapartiet (prot.)                                                     | Johan Eric Ericsson                                                          | 18                                                                           | 56,3                                                                         |                                                                              |
|                                                                              | Partilös frihandlare                                                         | Bernhard Martin                                                              | 13                                                                           | 40,6                                                                         |                                                                              |
|                                                                              | Annat                                                                        | Övrig kandidat                                                               | 1                                                                            | 3,1                                                                          |                                                                              |
| Totalt                                                                       | Totalt                                                                       | Totalt                                                                       | 32                                                                           | 100                                                                          |                                                                              |
| Valdetagande                                                                 | Valdetagande                                                                 | Valdetagande                                                                 | 668                                                                          | 61,7                                                                         |                                                                              |

- Valsättet var medelbart och elektorer valde riksdagsmannen. Valdeltagandet avser valet av elektorer.
- Valet ägde rum den 13 april 1887.

### 1887 (sept.)
| Andrakammarvalet i Sverige 1887 (september): Norunda och Örbyhus häraders valkrets | Andrakammarvalet i Sverige 1887 (september): Norunda och Örbyhus häraders valkrets | Andrakammarvalet i Sverige 1887 (september): Norunda och Örbyhus häraders valkrets | Andrakammarvalet i Sverige 1887 (september): Norunda och Örbyhus häraders valkrets | Andrakammarvalet i Sverige 1887 (september): Norunda och Örbyhus häraders valkrets | Andrakammarvalet i Sverige 1887 (september): Norunda och Örbyhus häraders valkrets |
| Parti                                                                              | Parti                                                                              | Kandidat                                                                           | Röster                                                                             | %                                                                                  | +/-                                                                                |
| ---------------------------------------------------------------------------------- | ---------------------------------------------------------------------------------- | ---------------------------------------------------------------------------------- | ---------------------------------------------------------------------------------- | ---------------------------------------------------------------------------------- | ---------------------------------------------------------------------------------- |
|                                                                                    | Nya lantmannapartiet                                                               | Alfred Kihlberg                                                                    | 16                                                                                 | 51,6                                                                               | i.u.                                                                               |
|                                                                                    | Partilös frihandlare                                                               | Bernhard Martin                                                                    | 14                                                                                 | 45,2                                                                               | +4,6                                                                               |
|                                                                                    | Annat                                                                              | Carl Erik Sandin                                                                   | 1                                                                                  | 3,2                                                                                | i.u.                                                                               |
| Totalt                                                                             | Totalt                                                                             | Totalt                                                                             | 31                                                                                 | 100                                                                                |                                                                                    |
| Valdetagande                                                                       | Valdetagande                                                                       | Valdetagande                                                                       | 410                                                                                | 37,9                                                                               | -23,8                                                                              |

- Valsättet var medelbart och elektorer valde riksdagsmannen. Valdeltagandet avser valet av elektorer.
- Valet ägde rum den 15 september 1887.

### 1890
| Andrakammarvalet i Sverige 1890: Norunda och Örbyhus häraders valkrets | Andrakammarvalet i Sverige 1890: Norunda och Örbyhus häraders valkrets | Andrakammarvalet i Sverige 1890: Norunda och Örbyhus häraders valkrets | Andrakammarvalet i Sverige 1890: Norunda och Örbyhus häraders valkrets | Andrakammarvalet i Sverige 1890: Norunda och Örbyhus häraders valkrets | Andrakammarvalet i Sverige 1890: Norunda och Örbyhus häraders valkrets |
| Parti                                                                  | Parti                                                                  | Kandidat                                                               | Röster                                                                 | %                                                                      | +/-                                                                    |
| ---------------------------------------------------------------------- | ---------------------------------------------------------------------- | ---------------------------------------------------------------------- | ---------------------------------------------------------------------- | ---------------------------------------------------------------------- | ---------------------------------------------------------------------- |
|                                                                        | Nya lantmannapartiet                                                   | Alfred Kihlberg                                                        | 17                                                                     | 51,5                                                                   | -0,1                                                                   |
|                                                                        | Partilös frihandlare                                                   | Per Larsson i Mesattebo                                                | 14                                                                     | 42,4                                                                   | –                                                                      |
|                                                                        | Partilös protektionist                                                 | Johan Eric Ericsson                                                    | 2                                                                      | 6,1                                                                    | –                                                                      |
| Totalt                                                                 | Totalt                                                                 | Totalt                                                                 | 33                                                                     | 100                                                                    |                                                                        |
| Valdetagande                                                           | Valdetagande                                                           | Valdetagande                                                           | 684                                                                    | 55,1                                                                   | +17,2                                                                  |

- Valsättet var medelbart och elektorer valde riksdagsmannen. Valdeltagandet avser valet av elektorer.
- Valet ägde rum den 29 september 1890.

### 1893
| Andrakammarvalet i Sverige 1893: Norunda och Örbyhus häraders valkrets | Andrakammarvalet i Sverige 1893: Norunda och Örbyhus häraders valkrets | Andrakammarvalet i Sverige 1893: Norunda och Örbyhus häraders valkrets | Andrakammarvalet i Sverige 1893: Norunda och Örbyhus häraders valkrets | Andrakammarvalet i Sverige 1893: Norunda och Örbyhus häraders valkrets | Andrakammarvalet i Sverige 1893: Norunda och Örbyhus häraders valkrets |
| Parti                                                                  | Parti                                                                  | Kandidat                                                               | Röster                                                                 | %                                                                      | +/-                                                                    |
| ---------------------------------------------------------------------- | ---------------------------------------------------------------------- | ---------------------------------------------------------------------- | ---------------------------------------------------------------------- | ---------------------------------------------------------------------- | ---------------------------------------------------------------------- |
|                                                                        | Nya lantmannapartiet                                                   | Alfred Kihlberg                                                        | 582                                                                    | 58,3                                                                   | +6,8                                                                   |
|                                                                        | Partilös frisinnad                                                     | Teodor Tydén                                                           | 403                                                                    | 40,4                                                                   | –                                                                      |
|                                                                        | Annat                                                                  | Övriga                                                                 | 13                                                                     | 1,3                                                                    | –                                                                      |
| Totalt                                                                 | Totalt                                                                 | Totalt                                                                 | 998                                                                    | 100                                                                    |                                                                        |
| Valdetagande                                                           | Valdetagande                                                           | Valdetagande                                                           | 1 002                                                                  | 70,3                                                                   | +15,2                                                                  |

- 4 röster kasserades i valet.
- Valet ägde rum den 20 augusti 1893.

### 1896
| Andrakammarvalet i Sverige 1896: Norunda och Örbyhus häraders valkrets | Andrakammarvalet i Sverige 1896: Norunda och Örbyhus häraders valkrets | Andrakammarvalet i Sverige 1896: Norunda och Örbyhus häraders valkrets | Andrakammarvalet i Sverige 1896: Norunda och Örbyhus häraders valkrets | Andrakammarvalet i Sverige 1896: Norunda och Örbyhus häraders valkrets | Andrakammarvalet i Sverige 1896: Norunda och Örbyhus häraders valkrets |
| Parti                                                                  | Parti                                                                  | Kandidat                                                               | Röster                                                                 | %                                                                      | +/-                                                                    |
| ---------------------------------------------------------------------- | ---------------------------------------------------------------------- | ---------------------------------------------------------------------- | ---------------------------------------------------------------------- | ---------------------------------------------------------------------- | ---------------------------------------------------------------------- |
|                                                                        | Lantmannapartiet (prot.)                                               | Alfred Kihlberg                                                        | 594                                                                    | 55,3                                                                   | -3,0                                                                   |
|                                                                        | Folkpartiet (dock prot.)                                               | Johan Eric Ericsson                                                    | 474                                                                    | 44,1                                                                   | i.u.                                                                   |
|                                                                        | Annat                                                                  | Övriga                                                                 | 7                                                                      | 0,6                                                                    | i.u.                                                                   |
| Totalt                                                                 | Totalt                                                                 | Totalt                                                                 | 1 073                                                                  | 100                                                                    |                                                                        |
| Valdetagande                                                           | Valdetagande                                                           | Valdetagande                                                           | 1 075                                                                  | 71,4                                                                   | +1,1                                                                   |

- 2 röster kasserades i valet.
- Valet ägde rum den 20 augusti 1896.

### 1899
| Andrakammarvalet i Sverige 1899: Norunda och Örbyhus häraders valkrets | Andrakammarvalet i Sverige 1899: Norunda och Örbyhus häraders valkrets | Andrakammarvalet i Sverige 1899: Norunda och Örbyhus häraders valkrets | Andrakammarvalet i Sverige 1899: Norunda och Örbyhus häraders valkrets | Andrakammarvalet i Sverige 1899: Norunda och Örbyhus häraders valkrets | Andrakammarvalet i Sverige 1899: Norunda och Örbyhus häraders valkrets |
| Parti                                                                  | Parti                                                                  | Kandidat                                                               | Röster                                                                 | %                                                                      | +/-                                                                    |
| ---------------------------------------------------------------------- | ---------------------------------------------------------------------- | ---------------------------------------------------------------------- | ---------------------------------------------------------------------- | ---------------------------------------------------------------------- | ---------------------------------------------------------------------- |
|                                                                        | Liberala samlingspartiet                                               | Johan Eric Ericsson                                                    | 788                                                                    | 63,1                                                                   | +19,0                                                                  |
|                                                                        | Lantmannapartiet                                                       | Alfred Kihlberg                                                        | 458                                                                    | 36,7                                                                   | -18,6                                                                  |
|                                                                        | Annat                                                                  | Övriga                                                                 | 2                                                                      | 0,2                                                                    | -0,4                                                                   |
| Totalt                                                                 | Totalt                                                                 | Totalt                                                                 | 1 248                                                                  | 100                                                                    |                                                                        |
| Valdetagande                                                           | Valdetagande                                                           | Valdetagande                                                           | 1 253                                                                  | 68,0                                                                   | -3,4                                                                   |

- 5 röster kasserades i valet.
- Valet ägde rum den 20 augusti 1899.

### 1902
| Andrakammarvalet i Sverige 1902: Norunda och Örbyhus häraders valkrets | Andrakammarvalet i Sverige 1902: Norunda och Örbyhus häraders valkrets | Andrakammarvalet i Sverige 1902: Norunda och Örbyhus häraders valkrets | Andrakammarvalet i Sverige 1902: Norunda och Örbyhus häraders valkrets | Andrakammarvalet i Sverige 1902: Norunda och Örbyhus häraders valkrets | Andrakammarvalet i Sverige 1902: Norunda och Örbyhus häraders valkrets |
| Parti                                                                  | Parti                                                                  | Kandidat                                                               | Röster                                                                 | %                                                                      | +/-                                                                    |
| ---------------------------------------------------------------------- | ---------------------------------------------------------------------- | ---------------------------------------------------------------------- | ---------------------------------------------------------------------- | ---------------------------------------------------------------------- | ---------------------------------------------------------------------- |
|                                                                        | Liberala samlingspartiet                                               | Johan Eric Ericsson                                                    | 1 199                                                                  | 79,7                                                                   | +16,6                                                                  |
|                                                                        | Högerkandidat                                                          | Henning Wachtmeister                                                   | 300                                                                    | 20,0                                                                   | i.u.                                                                   |
|                                                                        | Annat                                                                  | Övriga                                                                 | 4                                                                      | 0,3                                                                    | i.u.                                                                   |
| Totalt                                                                 | Totalt                                                                 | Totalt                                                                 | 1 503                                                                  | 100                                                                    |                                                                        |
| Valdetagande                                                           | Valdetagande                                                           | Valdetagande                                                           | 1 510                                                                  | 66,0                                                                   | -2,0                                                                   |

- 7 röster kasserades i valet.
- Valet ägde rum den 7 september 1902.

### 1905
| Andrakammarvalet i Sverige 1905: Norunda och Örbyhus häraders valkrets | Andrakammarvalet i Sverige 1905: Norunda och Örbyhus häraders valkrets | Andrakammarvalet i Sverige 1905: Norunda och Örbyhus häraders valkrets | Andrakammarvalet i Sverige 1905: Norunda och Örbyhus häraders valkrets | Andrakammarvalet i Sverige 1905: Norunda och Örbyhus häraders valkrets | Andrakammarvalet i Sverige 1905: Norunda och Örbyhus häraders valkrets |
| Parti                                                                  | Parti                                                                  | Kandidat                                                               | Röster                                                                 | %                                                                      | +/-                                                                    |
| ---------------------------------------------------------------------- | ---------------------------------------------------------------------- | ---------------------------------------------------------------------- | ---------------------------------------------------------------------- | ---------------------------------------------------------------------- | ---------------------------------------------------------------------- |
|                                                                        | Liberala samlingspartiet                                               | Johan Eric Ericsson                                                    | 903                                                                    | 45,4                                                                   | -34,3                                                                  |
|                                                                        | Socialdemokraterna                                                     | Karl August Borg                                                       | 852                                                                    | 42,9                                                                   | i.u.                                                                   |
|                                                                        | Partilös konservativ                                                   | Eugen von Rosen                                                        | 232                                                                    | 11,7                                                                   | i.u.                                                                   |
| Totalt                                                                 | Totalt                                                                 | Totalt                                                                 | 1 987                                                                  | 100                                                                    |                                                                        |
| Valdetagande                                                           | Valdetagande                                                           | Valdetagande                                                           | 1 989                                                                  | 75,0                                                                   | +9,0                                                                   |

- 2 röster kasserades i valet.
- Valet ägde rum den 3 september 1905.